# 恩科西·約翰遜
恩科西·約翰遜（Nkosi Johnson，出生时名为Xolani Nkosi；1989年2月4日—2001年6月1日）是一名南非艾滋病兒童，他對這種大流行及其影響的公眾認識產生了深遠影響，直到他12歲去世。在SABC3评出的最伟大的南非人中排名第五。在他去世時，他是艾滋病毒抗體陽性的存活時間最長的孩子。
恩科西出生Nonthlanthla達芙妮恩科西在附近的一個村莊丹豪澤在1989年他從來不知道自己的父親。恩科西（Nkosi）剛出生時就呈HIV陽性，並由約翰內斯堡公共關係從業者蓋爾·約翰遜（Gail Johnson ）合法收養，當時他自己的母親因這種疾病而虛弱，無法照顧他。
年輕的恩科西·約翰遜於1997年首次引起公眾注意，當時約翰內斯堡郊區梅爾維爾的一所小學因艾滋病毒呈陽性而拒絕接受他為學生。此事件在最高政治級別引起了軒然大波-南非的《憲法》禁止基於醫療狀況的歧視 -後來學校撤銷了其決定。
恩科西的生母在上學的同一年因艾滋病毒/艾滋病去世。多年來，他的病情不斷惡化，儘管在藥物治療的幫助下，他在學校和家裡過著相當積極的生活。
恩科西是第13屆國際艾滋病大會的主旨演講者，他在會議上鼓勵艾滋病毒/艾滋病患者對這種疾病持開放態度並尋求平等的治療。恩科西講話結束時說：

“關心我們並接受我們-我們都是人類。我們很正常。我們有手。我們有腳。我們可以走路，可以說話，我們和其他所有人一樣需要-不要害怕我們-我們都一樣！”

納爾遜·曼德拉（Nelson Mandela）將恩科西稱為“生命鬥爭的象徵”。
恩科西與他的養母一起在約翰內斯堡建立了一個艾滋病毒陽性母親及其子女的避難所，恩科西的避風港。 2005年11月，蓋爾（Gail）從米哈伊爾·戈爾巴喬夫（Mikhail Gorbachev）手中獲得國際兒童和平獎，他代表恩科西（Nkosi）。 Nkosi的避風港從KidsRights基金會獲得了100,000美元的獎金。
恩科西被埋葬在約翰內斯堡的西園公墓。

## 成就
- 恩科西的一生是本書的主題，我們都是一樣的吉姆·伍滕[5]。
- 詩人MK Asante於2005年撰寫了《美麗》一書。還有醜陋的恩科西。該書還以題為“恩科西·約翰遜精神”的詩為特色。[7]
- 精神音樂團體Devotion錄製了標題為Nkosi的副標題為“ Do All You Can”的歌曲。
- Nkosi的話語是NALEDi在2001年6月創作的歌曲《我們都是一樣》的靈感。這首歌被錄製並發佈在她2003年的專輯《 The Rain》中。
- 總行CAFCASS在部教育與技能（保護區建築物），倫敦有約翰遜的名字命名的一間會議室。
- 斯泰倫博斯大學在泰格伯格的醫學園區有一個以他命名的住所。